# 许尔登贝赫
许尔登贝赫（荷蘭語：Huldenberg，荷蘭語發音：[ˈɦʏldə(n)bɛrx]）是比利时弗拉芒大区弗拉芒布拉班特省魯汶區的一个市镇，南部被瓦隆大区瓦隆布拉班特省包围，通行荷蘭語，是弗拉芒社群的一部分，面积39.64平方千米，人口9,892人（2018年1月1日）。